# Indywidualne Mistrzostwa Świata Juniorów na Żużlu 2005
Indywidualne Mistrzostwa Świata Juniorów na Żużlu 2005 – cykl turniejów żużlowych mających wyłonić najlepszych żużlowców do lat 21 na świecie. Tytuł wywalczył Polak Krzysztof Kasprzak.

## Finał
- 17 września 2005 r. (sobota),  Wiener Neustadt - OAMTC Zweigverein

| Msc. | Zawodnik             | Kraj            | Pkt  |         |  |
| ---- | -------------------- | --------------- | ---- | ------- |  |
| 1    | Krzysztof Kasprzak   | Polska          | 8    | (3,3,2) |  |
| 2    | Tomáš Suchánek       | Czechy          | 8    | (3,2,3) |  |
| 3    | Fredrik Lindgren     | Szwecja         | 7 +3 | (1,3,3) |  |
| 4    | Paweł Hlib           | Polska          | 7 +2 | (2,2,3) |  |
| 5    | Marcin Rempała       | Polska          | 6    | (2,3,1) |  |
| 6    | Antonio Lindbäck     | Szwecja         | 6    | (1,2,3) |  |
| 7    | James Wright         | Wielka Brytania | 5    | (2,1,2) |  |
| 8    | Edward Kennett       | Wielka Brytania | 4    | (2,1,1) |  |
| 9    | Daniel King          | Wielka Brytania | 3    | (0,3,d) |  |
| 10   | Krystian Klecha      | Polska          | 3    | (3,0,u) |  |
| 11   | Jonas Davidsson      | Szwecja         | 3    | (3,0,u) |  |
| 12   | Thomas Stange        | Niemcy          | 3    | (1,1,1) |  |
| 13   | Christian Hefenbrock | Niemcy          | 3    | (1,1,1) |  |
| 14   | Adrian Miedziński    | Polska          | 2    | (0,u,2) |  |
| 15   | Martin Smolinski     | Niemcy          | 2    | (d,2,w) |  |
| 16   | Friedrich Wallner    | Austria         | 0    | (d,w,d) |  |
|      | rez. Morten Risager  | Dania           | ns   |         |  |
|      | rez. Mathias Schultz | Niemcy          | ns   |         |  |

Uwaga: Tytuł mistrza świata juniorów w 2005 zdobył w niecodziennych okolicznościach. Wskutek opadów deszczu zawody w Wiener Neustadt przerwano po 12 wyścigach; ze względu na fakt, że nie doszło do bezpośrednich rywalizacji wszystkich zawodników, złoty medal rozlosowano między żużlowcami z równą liczbą punktów (po 8). Kasprzak wygrał losowanie z Czechem Tomášem Suchánkiem, który nie zgodził się wcześniej na rozegranie dodatkowego biegu barażowego o złoty medal.